# Paul Celan
Paul Celan (* 23. studenog 1920. Černovci, tada Rumunjska, sada Ukrajina; † 20. travnja 1970. Pariz; bio je pjesnik, prevoditelj i esejist njemačkog jezičnog izraza.
Rođen je kao Paul Ančel (Antschel ili Ancel) u obitelji njemačkih židova cionista.

#### Životopis
Godine 1938. upisuje studij medicine u Toursu (Francuska), ali ga ubrzo napušta. Već sljedeće godine vraća se u rodno mjesto (koje će 1940. biti priključeno SSSR-u) i upisuje studij romanistike. Po ulasku njemačkih trupa u grad 1941. odveden je na prisilni rad na izgradnji puteva. Godinu dana kasnije njegovi su roditelji transportirani u radni logor Mihailovka. Otac mu umire od tifusa, a smrt majke – ubijena pucnjem u zatiljak, bit će kasnije centralni motiv u njegovoj poeziji. Sam Celan biva također zatočenik radnog logora sve do 1943. U oslobođene Černovce, nakon bijega iz logora, vratit će se 1944. Nakon kratkog studija anglistike, zapošljava se 1945. kao lektor i prevoditelj u jednom izdavačkom poduzeću u Bukureštu. Za to vrijeme stupa u kontakt s Rosom Ausländer i objavljuje prve pjesme u časopisu "Agora". Istovremeno bavi se prevođenjem Kafke.  
Godine 1947. napušta staljinizmom pritisnutu Rumunjsku i nakon kratkog boravka u Beču 1948. (poznanstvo s Ingeborg Bachmann) konačno se nastanjuje u Parizu. Od tada pjesme piše isključivo na njemačkom jeziku. Studira germanistiku i lingvistiku i nakon toga radi na École Normale Supérieure kao lektor njemačkog jezika. Prevodi Rimbauda, Bloka, Mandeljštama, Jesenjina, Shakespearea i mnoge druge pjesnike na njemački jezik. 
U jesen 1969. putuje u Izrael. 20. travnja 1970. završava život samoubojstvom u Parizu, skokom u Seinu. 
Nagrađen je književnom nagradom grada Bremena 1958., a 1960. Büchnerovom nagradom i 1964. Velikom nagradom za umjetnost Sjeverne Rajne-Vestfalije.

#### Poetika
Osobito se bavio pitanjima jezika. Pokušao je izvan jezičnih konvencija iznova imenovati neizrecivo, nastup šutnje u jeziku, dopirući do krajnjih granica izrecivog.
Svoju prvu knjigu objavio je 1948., dakle u doba u kojemu je utjecaj Rainer Maria Rilkea još trajao, a druga slava Gottfrieda Benna ponovno započinjala, pa ta dva velikana omeđuju otprilike iz daljine Celanov put.
Književni rad započinje prijevodima Rilkea i, nešto kasnije, prijevodima srednjovjekovne poezije na rumunjski.
Osnovna je Celanova figura paradoks. U svoje pjesništvom uveo je »proturiječ« (Gegenwort) kao pravu riječ apsurda. U njega su vrlo često riječi suprotne po smislu a slažu se prema zvukovnim asocijacijama.
Pjesme su mu slike u koje kao da se uvukla vječnost, dakle statične su, obraćaju se i ne pripovijedaju već kazuju, ili bolje: pokazuju. 
Pjesništvo je to s vrlo malo glagola, a i ono malo njih izgubilo je svoja vremenska obilježja te stoji u infinitivnim oblicima, bilježeći samo neodređenu protežnost. Pjesme su uglavnom pisane u trećem licu. U svojim kasnim pjesmama izrezuje sliku po njezinim obrisima te nam kroz tako nastalu rupu u našem zatvorenom svijetu pokazuje, ili barem daje naslutiti, nešto od beskrajnih i vječnih prostora.

#### Djela
- Der Sand aus den Urnen (Pijesak iz urna), 1948.
- Mohn und Gedächtnis (Mak i pamćenje), 1952.
- Von Schwelle zu Schwelle (Od praga do praga), 1955.
- Sprachgitter (Rešetka jezika), 1959.
- Die Niemandsrose (Ničija ruža), 1963.
- Atemwende (Predah), 1963.
- Fadensonnen (Bablja sunca), 1968.
- Lichtzwang (Prisila svjetla), 1970.
- Schneepaart (Snježna dionica), 1971.

#### Paul Celan na hrvatskom jeziku
- Poezija, Sarajevo, "Veselin Masleša", 1989; prevela Truda Stamać
- Snježna dionica, Zagreb, Sveučilišna naklada Liber, 1978 ; izabrala i prevela Truda Stamać
- Crna mostarina, Zagreb, Meandarmedia, 2011 ; izabrala i prevela Truda Stamać